# Präaspiration
Die Präaspiration ist in der Phonetik eine Aspiration  vor dem Verschluss eines stimmlosen Obstruenten. Mit anderen Worten, wenn ein Obstruent präaspiriert ist, ist die Glottis vor dem Verschluss eine kurze Zeit geöffnet. Um Präaspiration mit dem IPA zu transkribieren, wird in der Regel das Zeichen für Aspiration vor den präaspirierten Konsonanten gestellt.
Präaspiration ist relativ selten in den Sprachen der Welt und manche behaupten, es gebe keine Sprache, in der sie bedeutungstragend ist. Eine Unterscheidung, die oft gemacht wird, ist die zwischen „normativer“ und „nicht-normativer“ Präaspiration. In einer Sprache mit normativer Präaspiration ist die Präaspiration vor einem stimmlosen Obstruenten obligatorisch, auch wenn sie kein distinktives Merkmal ist, während in einer Sprache mit nicht-normativer Präaspiration nicht obligatorisch ist. Präaspirierte Konsonanten sind meistens allophonische Varianten einer Fortis, wenn sie einem, in der Regel betonten, Vokal folgt.
Präaspiration kann unterschiedlich realisiert werden. Die häufigste Form ist eine glottale Friktion, ähnlich einem [h]. Die Friktion kann eine Assimilation zum Artikulationsort des Obstruenten oder des vorangehenden Vokals erfahren, zum Beispiel [ç] nach einem geschlossenen Vokal. Andere mögliche Realisationen sind [x] und [f].
Am bekanntesten ist die Präaspiration in den skandinavischen Sprachen, allen voran dem Isländischen und Färöischen, aber auch in einigen Dialekten des Norwegischen und Schwedischen. Aber auch in anderen Sprachen kommt die Präaspiration vor: sie findet sich im Schottisch-Gälischen, im Mongolischen, in allen samischen Sprachen (außer im Inari-Samischen) und in mehreren indianischen Sprachen, unter anderem in Dialekten des Cree, des Ojibwe, des Fox und des Hopi.